# دهستان زام
زام، دهستانی است از توابع بخش پائین جام شهرستان تربت جام در استان خراسان رضوی ایران.

## جمعیت
براساس سرشماری سال ۱۳۸۵جمعیت آن ۸۵70نفر (۱۸75خانوار) بوده‌است. 